# Мотуэка
Мотуэка (англ. Motueka) — город на Южном острове Новой Зеландии. В административном отношении входит в состав региона Тасман. Расположен в 30 км к северо-западу от Ричмонда на западном побережье залива Тасман примерно в 4 км от устья реки Мотуэка.
Население города по данным на 2014 год составляет 7950 человек, что делает его вторым крупнейшим в регионе после Ричмонда.
В окрестностях города имеется множество плодовых садов, в последние годы появились также несколько виноградников. Ранее район был основным центром выращивания табака в Новой Зеландии. Недалеко от Мотуэки находятся национальные парки Абель-Тасман и Кахуранги. Пляжи в соседних деревушках Кайтеритери и Марахау популярны у отдыхающих.
Название города происходит из языка маори и означает «остров уэка».

## Города-побратимы
- Киёсато, Япония[2]